# Semiray Ahmedova
Pour les articles homonymes, voir Ahmedova.
Semiray Ahmedova, née le 21 avril 1981 à Sofia (Bulgarie), est une architecte, urbaniste et femme politique luxembourgeoise, membre du parti Les Verts (déi Gréng).

## Biographie

### Origines familiales
Originaire de Bulgarie, ses parents quittent ce pays communiste alors qu'elle n'a encore que neuf ans, pour partir au Canada dans un premier temps mais, ils trouvent finalement leur place au Luxembourg. 

### Études et formations
Après avoir commencé ses années scolaires à l'école primaire de Dudelange puis au Lycée Nic-Biever (lb), elle poursuit ses études à l'université libre de Bruxelles (ISAVH) où elle obtient un master en architecture en 2006 et un master en urbanisme et aménagement du territoire en 2007. 

### Activités professionnelles
En janvier 2016, elle intègre le ministère du Développement durable et des Infrastructures — remplacé par le ministère de l'Énergie et de l'Aménagement du territoire à partir du 5 décembre 2018 —, en qualité d'architecte et d’urbaniste où elle s'occupe notamment de l'aménagement du territoire et du développement urbain.

### Carrière politique
Candidate malheureuse aux élections communales du 8 octobre 2017 dans la ville de Dudelange, elle se place en neuvième position sur la liste du parti dans la circonscription Sud à la suite des élections législatives du 14 octobre 2018. Ce résultat ne lui permettait pas a priori de siéger au parlement. Toutefois, ses homologues, Laura Pregno, Romain Becker et l'échevin de Differdange Georges Liesch ont renoncé à succéder à Roberto Traversini.
Le 8 octobre 2019, à la suite de la démission pour raisons personnelles de Roberto Traversini, Semiray Ahmedova fait son entrée à la Chambre des députés pour la circonscription Sud où elle représente le parti Les Verts (déi Gréng),.